# Nicolò Grimaldi
Nicolò Grimaldi, más conocido como Nicolini o Nicolino (Nápoles, Reino de Nápoles, 5 de abril de 1673 - ib., 1 de enero de 1732), fue un cantante de ópera castrato italiano. Su figura es fundamental en la historia del melodrama barroco pues promocionó más que nadie la ópera italiana en Inglaterra, siendo además el artista más completo de entre sus coetáneos capaz de unir la excelencia canora con un elevadísimo grado de recitación siendo considerado un óptimo cantante y actor.

## Inicios
Su familia y orígenes fueron muy humildes. Su hermano Antonio Maria se convirtió en un tenor muy famoso en su época, cantando juntos en Nápoles en varias ocasiones y su hermana Caterina Speranza se casó con el compositor Nicola Fago.
Al igual que Haendel, fue un niño prodigio. Existe un documento donde se afirma que cantó el 3 de junio de 1679 en Whitehall con 6 años de edad pero no se reporta el nombre de la ópera.
Por esa época el compositor napolitano de mayor auge, Francesco Provenzale, le dedicó un aria en la ópera Difendere L’ofensore o la Stellidaura Vendicata en 1685, en esta ópera Nicolini hizo su debut oficial a la edad de 12 años.
Apadrinado por Provenzale a los 17 años, consiguió un puesto en La capilla del Tesoro de San Gennaro y poco después ya cantaba en la Capilla Real.
Al mismo tiempo consolidó su nombre con la ópera de Alessandro Scarlatti La Caduta de Decenviri en 1697, Muzio Scevola en 1698 e Il Prigioniero Fortunato también de 1698. Con gran entusiasmo y éxito interpretó también Tito Manlio de Pollarolo y Partenope de Manzo recibiendo aplausos tanto por su bello aspecto como por la impecable recitación y su gran voz. Tales dones reunidos en un solo cantante suscitaron de inmediato comentarios positivos de los críticos de la época como Algarotti que lo declaró como “La ideal fusión de cantante y actor”.
En 1699 Nicolini fue aplaudido por primera vez fuera de Nápoles: En Bolonia.
Fuera del teatro, el joven cantante enfrentó numerosas bromas y hasta debió soportar las burlas de un mendigo que lo comparó a una prostituta gritona.
En 1700 viajó a Venecia, ciudad que lo adoptaría por varios años y que se convertiría en su segunda patria. Permaneció ininterrumpidamente ahí hasta 1708 y recogió tal admiración que en 1705 le fue dado el título de Caballero de la cruz de San Marco (como a Baldassare Ferri en su tiempo) inmediata consecuencia de su interpretación del Antioco de Gasparini.

## Estancia en Londres
Al año siguiente Nicolini viaja a Londres en una extraordinaria decisión de establecerse en esa ciudad. Si bien años antes tanto Baldassare Ferri como Siface habían viajado a Londres a exhibirse en la ópera, ningún cantante de la estatura artística y popularidad de Nicolini había decidido irse a vivir al país. Su permanencia en esa ciudad, como el hecho de haber coincidido con Haendel, contribuyeron de sobremanera a la creación de un naciente interés por la ópera italiana en Inglaterra que tuvo su culminación en la producción operística y de oratorios de Haendel. 
La primera aparición de Nicolini en Londres fue en diciembre de 1708, cantando en italiano y en inglés. Se trató de la ópera Pirro e Demetrio de Scarlatti. El enorme y grandísimo éxito resonó en todo Londres y los cumplidos a Nicolini abundaron en toda la prensa.
El periodista Steele escribió en su crítica: “Por mi parte fui absolutamente deslumbrado por este actor, que con la gracia y la propiedad de la acción y los gestos, hace honor a la figura humana (...) Cada parte de su cuerpo colabora en la recitación, tanto que incluso un sordo podría comprender lo que dice”.
Tras este tumultuoso éxito, la actividad operística en Londres se volvió febril. Nicolini pudo disfrutar de un éxito aún mayor con la ópera L’Idaspe fedele de Mancini que contenía la escena del músico que lucha contra un león en un aria de bravura llena de trinos, escalas y gorjeos de proporciones tan hilarantes que hizo correr ríos de tinta en la prensa de la época.
En 1711 Haendel llegó a Londres con una representación de su Rinaldo que obtuvo enorme éxito. Con esta representación se inició una serie de composiciones heandelianas donde la parte del héroe era interpretada por un castrado.
El 14 de junio de 1712 Nicolini se despidió de Londres tras 4 años de permanencia y de constante triunfos con la opera Antioco de Gasparini. Luego de lo cual el cantante regresó a Venecia donde obtuvo enorme éxito en Le gare generose de Albinoni y La verita nell’inganno de Gasparini. En Venecia tuvo la oportunidad de lucir el Bastón de San José, una joya de inestimable valor que le regalara la Reina Ana de Inglaterra y que el cantante exhibió en contadas ocasiones en la fiesta del santo.

## De regreso a Italia y Fallecimiento
En 1713 hizo una aparición en Nápoles y en 1714 hizo un fugaz retorno a Londres cantando en una reposición de su exitoso Idaspe, en Glearco y en el Amadigi di Gaula de Haendel en un clamoroso éxito. La música era altamente inspirada y fue acompañada por una producción grandiosa: trajes y escenografías nuevas y el escenario fue dotado de lámparas, escaleras, columnas y otros ornamentos. Todo Londres hablaba de la fuente burbujeante e iluminada de diferentes colores y de la gran pareja que formaban Nicolini y Anastasia Robinson.
Tras estas representaciones regresó triunfalmente a Venecia donde apareció en Eumene de Albinoni, Astianatte de Bononcini y Arsace de Gasparini.
Volvió a Nápoles en 1718 donde fue oído en Fede ne’ Tradimenti y en Arsace de Sarro y también en Andrómeda con Mariana Benti-Bulgarelli y Matteuccio. El mismo año apareció en una producción de Rinaldo de Haendel en Nápoles.
En 1720 regresó a Londres con éxito pero esta vez ensombrecido por la presencia de la nueva gran figura londinense: Senesino. Durante 10 años siguió siendo el ídolo máximo entre los castrati en Italia y continuó cantando en Nápoles y Venecia hasta 1730, en aquella época la voz de Nicolini estaba en franco declive pero conservaba aun su suprema grandeza en los recitados y su magnética presencia escénica, campos en los que permaneció imbatido durante toda su carrera.
En 1725 obtuvo otro clamoroso triunfo en Venecia en Artaserse de Johann Adolph Hasse donde, pese a su inmensa figura aquejada por la obesidad, salió triunfante. En 1731 fue fichado para cantar en Sallusita de Pergolesi (su nombre aparece incluso en el libreto), pero nunca pisó el escenario en esa ópera pues tras una discusión con el empresario cayó enfermo y murió el 1 de enero de 1732.
Tras su muerte se leyó su testamento en el que repartió la inmensa fortuna que acumuló en vida entre sus seres queridos y amigos más cercanos.